# 达旺镇
达旺镇（英語：Tawang），舊譯塔汪鎭，是印度阿鲁纳恰尔邦达旺县的首府，位于阿鲁纳恰尔邦西北角，海拔2669米。2011年時人口為11,202人，正以倍數增長中。中华人民共和国声称对该地区拥有主权，認為其属於藏南的達旺地區。在行政區劃上，中國將其劃入西藏自治区山南市错那县管轄之下。1681年，藏传佛教格鲁派在此创建达旺寺，后围绕该寺形成城镇，达旺寺是格鲁派主要寺院之一。達旺鎮也是六世達賴喇嘛的出生地。